# الشواحط (طور الباحة)

تعديل مصدري - تعديل

الشواحط هي إحدى قرى عزلة طور الباحة بمديرية طور الباحة التابعة لمحافظة لحج، بلغ تعداد سكانها 101 نسمة حسب تعداد اليمن لعام 2004.